# چارلز باترلیف
چارلز باترلیف (انگلیسی: Charles Bartliff; ۱۸ اوت ۱۸۸۶ – ۱۵ مارس ۱۹۶۲) بازیکن فوتبال اهل ایالات متحده آمریکا بود.
وی در بازی‌های المپیک تابستانی ۱۹۰۴ به مدال نقره دست پیدا کرده‌است.